# سرامیک شفاف
سرامیک‌های شفاف (به انگلیسی: Transparent ceramics) سرامیک‌هایی هستند که از نظر اپتیکی شفاف باشند. این سرامیک‌ها در موراد گوناگونی کاربرد دارند.

## معرفی
در حوزه مواد اپتیکی، شفافیت یک خاصیت فیزیکی از ماده بوده که اجازه عبور نور بدون پراکندگی را به مواد خواهد داد. نیمه شفافیت نیز به معنای عبور نور از داخل ماده است اما در مواد نیمه شفاف، فوتونهای ورودی به ماده ممکن است در داخل یا فصل مشترک ورودی به ماده دچار پراکندگی شوند. همچنین تیره یا کدر بودن نیز یکی دیگر از خصوصیات مواد می‌باشد. زمانی که نور با یک ماده برخورد می‌کند، بسته به طول موج نور و طبیعت ماده دچار پدیده‌های گوناگونی خواهد شد. فوتونهای ورودی به یک ماده دچار بازتاب، جذب یا عبور خواهند شد. مواد شفاف اپتیکی مرسوم شامل شیشه‌ها، پلیمرها و هیدریدهای آلکالی می‌باشند. این مواد دارای خواص مکانیکی نسبتاً ضعیفی بوده و در بعضی از مواقع دارای پایداری فیزیکی و شیمیایی مناسبی نمی‌باشند. علاوه بر این مواد شفاف مرسوم در بازه امواج مادون قرمز (دارای طول موج ۱۰۰۰–۰/۷۴ میکرومتر) دارای جذب قوی بوده که باعث شده تا کاربرد این مواد در این بازه از طیف الکترومغناطیس محدود شود. همچنین، این مواد عموماً دارای نقطه ذوب نسبتاً پایینی بوده (کمتر از ۶۰۰ درجه سانتیگراد) و در دماهای بالا کارایی ندارند. در نتیجه بسط و توسعه مواد شفافی که بتوانند در شرایط مختلف مورد استفاده قرار گیرند مورد نیاز است.
با پیشرفت فناوری در زمینه رشد دادن (Growth) مواد، برخی از مواد تک کریستال به عنوان مواد شفاف جدید معرفی شدند. در مقایسه با مواد شفاف مرسوم، تک کریستالهایی نظیر یاقوت در پنجره‌های مادون قرمز و YAG در لیزرها، دارای معایب ذکر شده فوق نبود اما فرایند رشد دادن این تک کریستالها گرانقیمت است. علاوه بر این ماشین کاری تک کریستالها نیز مشکل بوده و همچنین تولید آنها در مقیاس انبوه یکی دیگر از مشکلات استفاده از این مواد می‌باشد؛ بنابراین توسعه سرامیکهای پلی کریستال شفاف که دارای مزایایی متعددی نسبت به تک کریستالها می‌باشند، اهمیت فراوانی دارد. از جمله این مزایا می‌توان به ارزان بودن، تولید در مقیاس انبوه، کنترل اندازه و شکل و همچنین دارا بودن خواص مکانیکی بهتر اشاره نمود.
بر خلاف تک کریستال‌ها، مواد سرامیکی پلی کریستال دارای مکان‌های پراکنده کننده نور متعددی نظیر تخلخل باقیمانده در مرزدانه و داخل دانه‌ها و فازهای ثانویه (ناخالصی‌ها) در مرزدانه هستند. یکی از مهمترین فاکتورهای مؤثر در شفافیت در سرامیک‌ها، تخلخل است. سطح یک تخلخل به عنوان یک مرز بین فازهای دارای خواص اپتیکی مختلف عمل کرده و بنابراین به شدت باعث بازتابش و پراکندگی نور خواهد شد؛ بنابر این حضور تعداد زیادی تخلخل باعث تیره شدن سرامیک خواهد شد. برای یک سرامیک شفاف، باید از مواد اولیه دارای خلوص بسیار بالا استفاده نمود.
ساختار کریستالی نیز نقش مهمی در بسیار مهمی در تعیین شفافیت یک سرامیک دارد. کریستالهایی با ساختار مکعبی، از نظر اپتیکی همسانگرد (Anisotropuc) بوده و خواص اپتیکی آنها در تمام جهات یکسان است. علاوه بر این، پارامترهایی نظیر ضخامت و پرداخت (Finish) سطحی بر روی شفافیت مواد تأثیر گذاشته و بنابراین سطوح مواد باید تا حد ممکن صاف باشند.
به‌طور خلاصه هدف از توسعه سرامیک‌های شفاف حذف تمامی فاکتورهای مؤثر بر پراکندگی نور، دستیابی به دانسیته بالا (معمولاً بالاتر از ۹۹/۹ درصد دانسیته تئوری)، حذف تخلخل و فاز ثانویه (ناخالصی‌ها) از مرزدانه‌ها، دستیابی به اندازه دانه کوچک و دارای توزیع یکنواخت، ساختار شبکه‌ای همسانگرد و پرداخت سطحی بالا می‌باشد.
سپینل کاربردهای بالقوه بسیاری دارد؛ اما در حال حاضر به صورت عمده در دسترس نیست. اگرچه تلاش برای تجاری کردن اسپینل در حال انجام است. تجارت محصولات اسپینل توسط دو تولیدکننده اصلی ایالات متحده دنبال می‌شود: «ارزیابی فناوری و انتقال» و «شرکت سورمت».

### تاریخچه توسعه سرامیک شفاف اسپینل در کشور آمریکا
با مطالعات انجام شده روی تک کریستالهای طبیعی یا مصنوعی و تفجوشی مواد پلی کریستال در سال۱۹۶۰، خواص اسپینل شناخته شد. به عنوان مثال، هدایت حرارتی تک کریستالهای مصنوعی محصولات لیندایر در سال ۱۹۵۱ و ضریب انبساط حرارتی اسپینل تفجوشی شده در سال ۱۹۴۶ گزارش گردید. تک کریستال MgAl2O4 رشد داده شده به روش ذوب شعله‌ای در آزمایشگاه تحقیقاتی هوقس در سال ۱۹۶۰، دارای شفافیت بیشتر از سافایر بود. در دهه ۱۹۶۰، اسپینل به عنوان ماده بالقوه و با ارزش برای سپرهای شفاف (پنجره‌های ضد گلوله)، پنجره‌های مادون قرمز و ریدومها شناسایی شده بود که به علت خواص جذاب اسپینل، شامل چگالی پایین(3/58 g/Mol)، سختی مناسب، استحکام بالا، عبور در محدود وسیع نور و خواص نوری ایزوتروپیک، است.
در سال ۱۹۶۹، شرکت جنرال الکتریک اسپینل پلی کریستال شفاف در محدوده نور مرئی تولید نمود.
اسپینل شفاف در آزمایشگاه تحقیقاتی واشینگتن در سالهای ۱۹۷۴–۱۹۶۹، با استفاده از روش تفجوشی بدون فشار تولید شد. این اسپینل شفاف برای کاربردهایی نظیر محفظه‌های لامپ، لامپهای بخار فلزات قلیایی، پنجره‌های آنتن با فرکانس رادیویی، پنجره‌های مادون قرمز و سپرهای شفاف، مناسب بود.
در سال ۱۹۷۷، آزمایشگاه تحقیقاتی دریایی، ساخت شکل نهایی دماغه‌های اسپینلی نیم کره به روش فورج را بررسی نمود. همچنین در همین سال، آزمایشگاه تحقیقاتی نیروی دریایی آمریکا (واشینگتن دی سی) استفاده از پرس فورج را برای ساخت دماغه اسپینل نیمکره‌ای از کریستالهای اسپینل مورد بررسی قرار داد.
شرکت کورز، پروژه‌هایی شامل آلومینای نیمه شفاف برای لامپهای بخار پرفشار سدیم و آلومینای مات برای زره انجام داد و اسپینل به عنوان گزینه‌ای امید بخش به منظور کاربرد در شیشه جلوی هلیکوپتر به عنوان زره شفاف (شیشه ضد گلوله) به سرعت شناخته شد.
در اوایل دهه ۱۹۹۰، مشتریان بالقوه‌ای نسبت به اسپینل علاقه نشان دادند. شرکت RCS، اسپینل را به عنوان ماده‌ای با داشتن پتانسیل تجاری، برای استفاده در اسکنر بارکد خوان، مورد توجه قرار داد. اولین هدف این شرکت ساخت قطعات کوچک بود. دیسکهای اسپینلی شفاف با استفاده از پرس ایزو استاتیک سرد (CIP) و پرس ایزواستاتیک گرم (HIP) تولید شدند. ترکها و عیوب ظاهری در قطعات بزرگ بعد از مرحله HIP ظاهر شدند. حضور ترکها با انجام دو مرحله CIP، کاهش یافت. در اولین مرحله، پودر درون قالب لاستیکی ریخته و تحت فشار بالا قرار داده و سپر قطعه خام از قالب بیرون آورده شد. در مرحله دوم، قطعه خام در محفظه لاستیکی بسته قرار داده شد و در برابر فشاری دو برابر فشار مرحله اول قرار گرفت. مرحله دوم باعث می‌شود که تنش آزاد شده و ترکهای ایجاد شده ترمیم گردند. این مشکل برای دماغه‌های ساخته شده نیز به وجود می‌آمد که با استفاده از پرس دو مرحله‌ای، این مشکل حل شد.

### آلومینای تک بلور (sapphire)
از مواد سرامیکی تکامل یافته برای تولید سرامیکهای شفاف است که تا به حال تولیدکنندگان مختلفی، اقدام به ساخت آن نموده‌اند. خواص مکانیکی و نوری سافایر نسبت به سرامیکهای پلی کریستال نظیر اسپینل بهتر است، اما به علت خاصیت دو شکستی بودن آن، بایستی به صورت تک کریستال به کار برده شود.
محدودیت تک کریستال بودن سافایر، علاوه بر دمایِ بالایِ فرایند تولید، شکل نهایی آن است. بدین معنا که شکل نهایی توسط نوع و پارامترهای فرایند تولید
کنترل شده و توسط شبکه کریستالی تعیین می‌گردد؛ بنابراین برای ر سیدن به شکل نهایی، ماشین کاری نیاز بوده و هزینه ماشین کاری این تک بلور سخت، به هزینه‌های تولید اضافه می‌شود.
تلاش به منظور کاهش قیمت پنجره‌های الکترومغناطیس، باعث توسعه مسیری شده‌است که با استفاده از پودرهای سرامیکی با خلوص بالا، پلی کریستالهای سرامیک شفاف، تولید شوند. عوامل تأثیرگذار روی شفافیت سرامیکهای پلی کریستال عبارتند از:
- تخلخل باقیمانده در درون دانه یا مرزدانه
- مرزدانه‌ها
- فاز ثانویه (یا ناخالصی) در مرز دانه‌ها
- بازتاب ثانویه ناشی از خاصیت دوشکستی مواد

### اکسی نیترید آلومینیوم (آلون یا AlON)
یکی از این پلی کریستالهای شفاف است که می‌تواند به روش متالورژی پودر تولید شود. اگر چه این سرامیک شفاف، خواص مکانیکی پایین‌تری نسبت به سافایر دارد، ولی ساده‌تر بودن تولید قطعات شفاف توسط روش متالورژی پودر، سبب شده‌است که این ماده به عنوان سرامیک شفاف پلی کریستال، کاربرد
گسترده‌ای داشته باشد.
اسپینل یکی دیگر از سرامیکهای شفاف پلی کریستال محسوب می‌شود که دارای خواص مکانیکی و نوری مشابه آلون است. تکامل سریع فناوری تولید اسپینل، نویدبخش جبران خلأهای موجود در زمینه ساخت سرامیکهای شفاف است. هر چند قریب به ۵۰ سال است که پژوهشهایی روی اسپینل انجام می‌شود، اما به تازگی قطعاتی با شفافیت بالا -که دارای خواص مکانیکی قابل قبول هستند- با هزینه مناسب، تولید شده‌اند. این سرامیک، دارای خواص مکانیکی- سایشی خیلی خوب و شفافیت بالا در محدوده وسیعتری نسبت به دیگر مواد شفاف است.

### اسپینل
اسپینل آلومینات منیزیم (MgAl2O4) یک سرامیک شفاف با ساختار کریستالی مکعب با انتقال نوری عالی از ۰٫۲ تا ۵٫۵ میکرومتر به شکل پلی کریستالی آن است. اسپینل شفاف با استفاده از دستگاه‌های HP ,HIP و SPS تولید شده‌است.
MgAl2O4 نسبت به AlON مزایایی دارد؛ از جمله که پودر اسپینل از تولیدکنندگان تجاری در دسترس است. همچنین دمای سینتر بسیار پایینتری نسبت به AlON دارد. خواص نوری آن هم درمحدوده مادون قرمز (IR) بیشتر است.

## دید در شب
حسگرهای مادون قرمز که بر اساس امواج مادون قرمز تابش شده از جسم هدف کار می‌کنند، در انواع مختلف هواپیماهای نظامی و غیرنظامی مورد استفاده قرار می‌گیرند. همچنین این حسگرها به منظور رهگیری هواپیماهای هدف در موشکهای حرارتی (از طریق ردیابی حرارت خارج شده از اگزوز داغ آنها) به کار رفته و بایستی در برابر شرایط نامساعد محیطی مانند باد، باران، تنشهای مکانیکی و حرارتی محافظت شوند. نوک یک موشک دارای یک کلاهک شفاف مادون قرمز یا به عبارت دیگر یک پنجره اپتیکی بوده که این کلاهک سرامیکی حسگر مادون قرمز را در مقابل تغییرات دمایی و فرسایشی ناشی از باران و گرد و خاک محافظت می‌کند. پنجره‌های اپتیکی مورد استفاده بایستی امواج مادون قرمز را به خوبی عبور داده و همزمان دارای خواص مکانیکی، اپتیکی و حرارتی عالی بوده تا بتواند تمام سیگنالهای اپتیکی را با کمترین میزان تداخل عبور دهد.
در سالهای اخیر پرکاربردترین مواد مورد استفاده در پنجره‌های مادون قرمز در محدوده طول موج متوسط ۳ تا ۵ میکرومتر شامل آلومینای تک بلور (sapphire)، آلون (ALON) و اسپینل آلومینات منیزیم (MgAl2O4) بوده‌اند. در این مواد به دلیل داشتن پینود شیمیایی Al-O که جاذب امواج مادون قرمز است، عبور امواج در طول موجهای بیشتر از ۵ میکرومتر افت پیدا می‌کند.
عوامل مختلفی می‌توانند در سیگنال‌های اپتیکی تداخل ایجاد نمایند. دماغه‌هایی از جنس آلومینای تک بلور که دارای دو ضریب شکست متفاوت در دو جهت اپتیکی می‌باشند منجر به تشکیل دو تصویر روی سنسور خواهند شد. هنگامی که یک موشک با سرعت ۳ ماخ یا بالاتر حرکت می‌کنند، نوک آن می‌تواند تا چند صد درجه سانتیگراد گرم شود. در این دماها خود دماغه شروع به تابش تشعشعات مادون قرمز کرده و منجر به ایجاد یک سیگنال نویز می‌شود که سیگنال هدف را تحت الشعاع قرار می‌دهد. متأسفانه هیچ ماده‌ای تمامی خواص مورد نیاز را به صورت همزمان ندارد. به عنوان مثال آلومینای تک بلور بهترین خواص مکانیکی را دارا بوده و این در حالیست که ایتریا خواص نوری بهتری دارد؛ بنابراین باید بین خواص مکانیکی و خواص نوری مواد مورد استفاده در این حوزه، یک حالت بهینه را پیدا نمود.
امروزه استفاده از فناوری امواج مادون قرمز در صنعت گسترش یافته و توسعه مواد عبور دهنده امواج مادون قرمز از ملزومات این فناوری می‌باشند. پنجره‌های اپتیکی که بتوانند امواج مادون قرمز را به خوبی عبور داده و همزمان خواص مکانیکی و حرارتی عالی داشته باشند، کاربردهای فراوانی دارند.

## کاربرد در سلاح
سرامیک‌های شفاف مورد استفاده در این حوزه متعدد بوده و معمولاً دارای ساختار شبکه همسانگرد می‌باشند. از جمله این سرامیک‌ها می‌توان به سرامیک‌های اکسیدی ساده و پیچیده اشاره نمود. برخی از سرامیک‌های شفاف شامل آلومینا (Al2O3)، زیرکونیا (ZrO2)، ایتریا (Y2O3)، اسکاندیا (Sc2O3)، منیزیا (MgO)، گارنت آلومینیوم - ایتریوم (Y3Al5O12)، اسپینل آلومینات منیزیم (MgAl2O4)، مولایت (3Al2O3.2SiO2)، اکسی نیترید آلومینیوم (آلون یا AlON)، و سیالون (SiAlON) می‌باشند.
همان‌طور که گفته شد، سرامیک‌های شفاف، مواد پرکاربردی در تسلیحات پیشرفته‌ای مانند انواع دماغه موشک، محافظ حسگر و پنجره‌های چند طیفی، هستند. این مواد بایستی در مقابل سایش قطرات باران و ذرات شن، شوک حرارتی (به دلیل شتاب زیاد) مقاوم بوده و شفافیت زیادی را در محدوده طیف نور مرئی و مادون قرمز فراهم نمایند. همچنین سرامیکهای شفاف، بایستی همگن بوده و قابلیت تبدیل به قطعات پیچیده را داشته باشند؛ بنابراین به‌طور خلاصه، مواد شفاف سرامیکی بایستی دارای خواص زیر باشتند تا در تسلیحات پیشرفته استفاده گردند:
- شفافیت نوری بالای ۸۰٪ در محدوده طول موج کاری
- همگن بودن ضریب شکست
- مقاومت در برابر شوک حرارتی
- قیمت تمام شده پایین
- رسانایی حرارتی بالا
- خواص مکانیکی خیلی خوب (سختی و استحکام زیاد)